# Hà Thúc Luyện
Hà Thúc Luyện (13 tháng 10 năm 1913 – 1982) là quan chức người Việt Nam, từng giữ chức Tỉnh trưởng Thừa Thiên kiêm Thị trưởng Huế và Thị trưởng Đà Nẵng dưới thời Đệ Nhất Cộng hòa. 

## Tiểu sử
Hà Thúc Luyện quê ở làng La Chử, huyện Hương Trà, phủ Thừa Thiên (nay thuộc thị xã Hương Trà, tỉnh Thừa Thiên Huế). Cha ông là đại thần thời nhà Nguyễn Hà Thúc Du.
Dưới thời Đệ Nhất Cộng hòa, ông giữ chức Tỉnh trưởng Thừa Thiên kiêm Thị trưởng Huế. Trong chuyến thăm Việt Nam Cộng hòa của Khổng Đức Thành vào năm 1958, ông có đến thăm hỏi Hà Thúc Luyện và thân phụ là Hà Thúc Du.
Từ năm 1961 đến năm 1963, ông được bổ nhiệm làm Thị trưởng Đà Nẵng. Trong biến cố Phật giáo năm 1963, ông bị chính phủ Ngô Đình Diệm cách chức vì từ chối trấn áp cuộc biểu tình của Phật tử trước Tòa Thị chính Đà Nẵng. Trung tá Trần Ngọc Châu được chọn làm Thị trưởng Đà Nẵng tiếp theo, riêng ông thì phải về Sài Gòn trình diện trung ương. 
Không rõ cuối đời ông ra sao và mất vào lúc nào.